# La Reine du silence
La Reine du silence est un roman de Marie Nimier publié le 20 août 2004 aux éditions Gallimard et ayant reçu la même année le prix Médicis.

## Éditions
- La Reine du silence, éditions Gallimard, 2004  (ISBN 2070771547).